# Fiat 600 (2023)
O Fiat 600 é um crossover de segmento B produzido pela Fiat desde 2023, principalmente para o mercado europeu. A versão elétrica a bateria, chamada Fiat 600e, foi revelada em 4 de julho de 2023, coincidindo com o aniversário do Fiat 500 original. A versão híbrida leve movida a gasolina foi lançada em setembro de 2023.

## História
O nome Fiat 600 foi usado anteriormente pela Fiat nas décadas de 1950 e 1960. Em 1997, o nome foi reutilizado soletrando o número em italiano para o Fiat Seicento. Desenvolvido sob o código de projeto F364 pela Fiat Chrysler Automobiles, o 600 é fabricado na Polônia junto com o Jeep Avenger na plataforma Stellantis Common Modular Platform (eCMP), um desenvolvimento das arquiteturas de veículos de combustão interna CMP e eCMP elétricos desenvolvidas pelo Groupe PSA.
O 600 não substitui diretamente o Fiat 500X, que deve permanecer na linha até pelo menos 2024.  Para o mercado dos Estados Unidos, após o 500X ser descontinuado, ele não será substituído. O 600 será vendido exclusivamente nos mercados europeus.

## Design
O 600 apresenta detalhes de design semelhantes ao Fiat New 500, como faróis circulares e um emblema 600 acima da grade frontal. Em junho de 2023, a Fiat anunciou que não venderia mais carros pintados de cinza; o 600 é o primeiro modelo a se adequar a essa nova filosofia e será oferecido em quatro acabamentos chamados Sun of Italy, Sea of Italy, Earth of Italy e Sky of Italy, correspondendo às cores laranja (Arancia Sole d'Italia), verde (Verde Mare d'Italia), areia (Sabbia Terra d'Italia) ou azul (Azzuro Cielo d'Italia), respectivamente.
O interior do 600 é similar ao do New 500 e do Jeep Avenger, pegando emprestado o volante e os controles de clima do primeiro e o console central do último. Os modelos de entrada terão o acabamento Product Red, disponível nas cores exteriores preto, branco ou vermelho, e a Fiat oferecerá um acabamento La Prima atualizado com atualizações interiores e as quatro cores exteriores inspiradas na Itália.

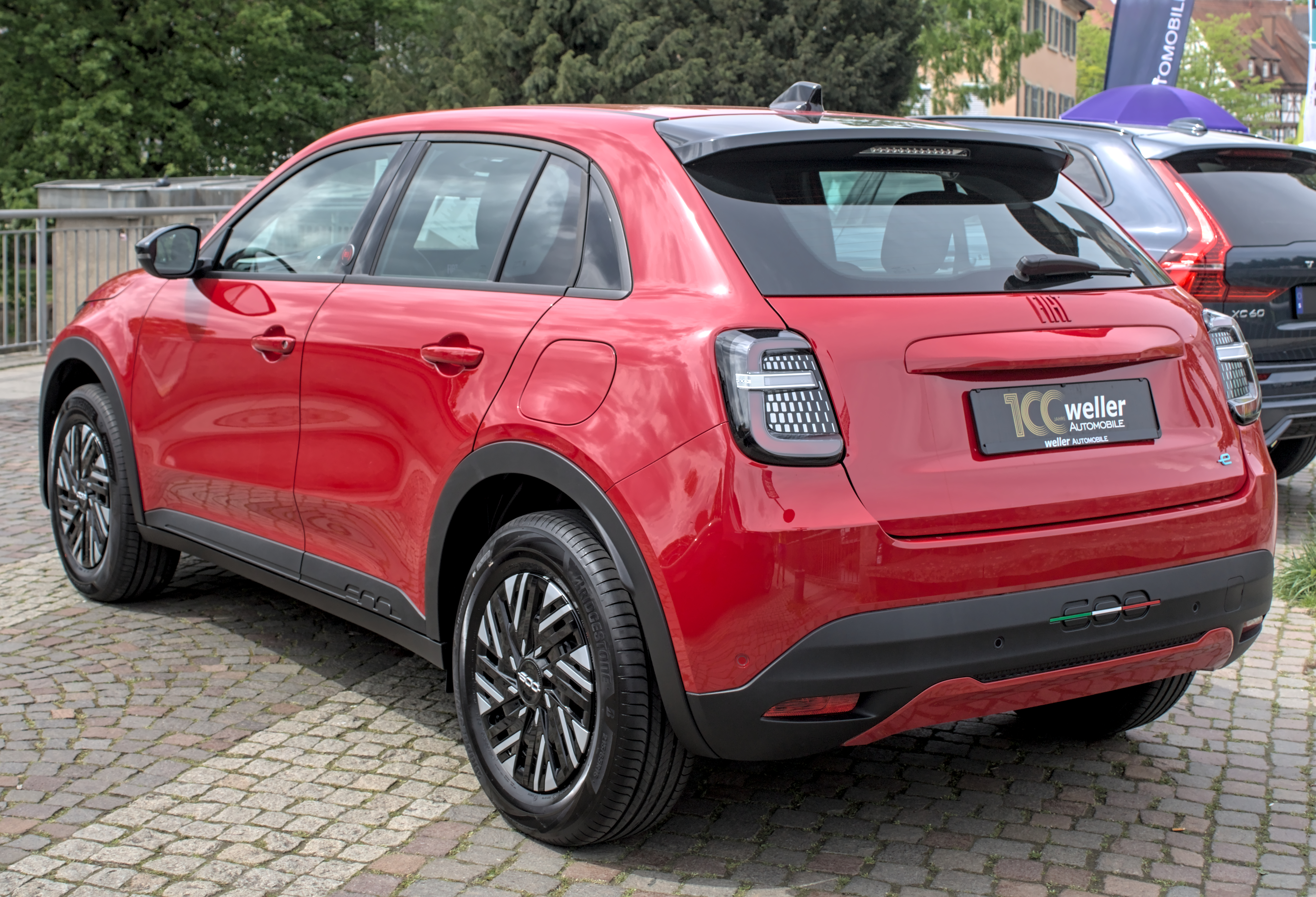
Vista traseira
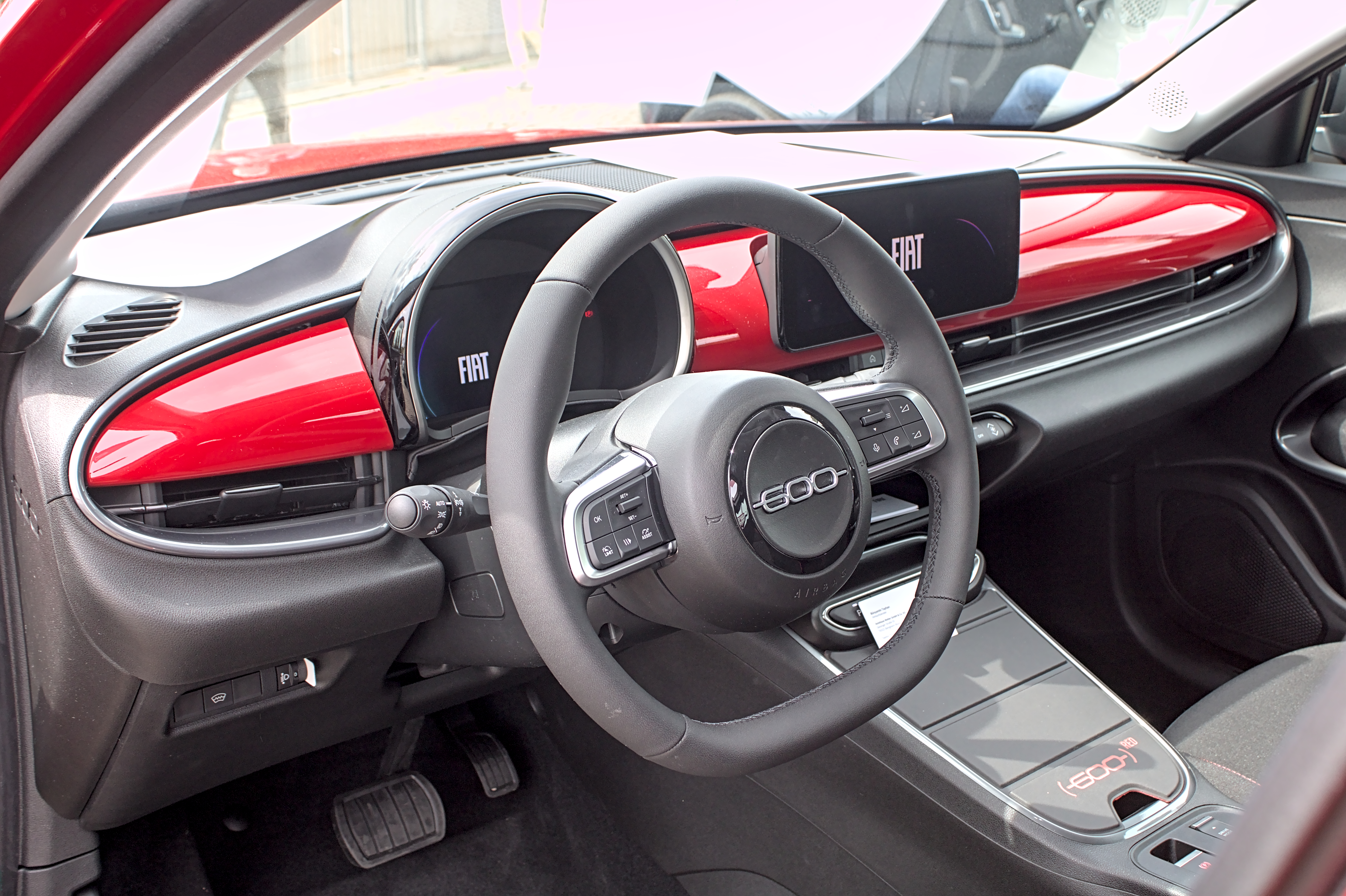
Interior

### Trem de força
A versão elétrica a bateria, o 600e, é equipado com uma bateria de 54 kWh com uma autonomia estimada de 400 km sob o ciclo de testes WLTP. O carregamento rápido DC é possível a uma taxa máxima de 100 kW. Ele tem um único motor elétrico de tração, acionando as rodas dianteiras com uma potência máxima de 156 cv. Essas especificações correspondem às do Avenger, que é um veículo de tração dianteira com uma saída de torque máxima de 260 N⋅m. Um modelo com um motor a gasolina híbrido leve será adicionado em meados de 2024.